# 우치야마 아쓰시
우치야마 아쓰시(일본어: 内山 篤, 1959년 6월 29일 ~ )는 일본의 전 축구 선수이다.

## 국가대표팀 경력
그는 1984년 9월 30일 대한민국과의 경기에서 일본 국가대표팀에 데뷔했다. 그는 1985년까지 국제 A매치 통산 2경기에 출전했다.

## 통계
| 일본 | 일본 | 일본 |
| 연도 | 출전 | 득점 |
| ---- | ---- | ---- |
| 1984 | 1    | 0    |
| 1985 | 1    | 0    |
| 통산 | 2    | 0    |